# جون كانليف (لاعب كرة قدم)
جون كانليف (بالإنجليزية: John Cunliffe)‏ (8 أغسطس 1984 ببولتن في المملكة المتحدة - ) هو لاعب كرة قدم بريطاني في مركز الهجوم. لعب مع بلاكبيرن روفرز وسان خوسيه إيرثكويكس ومانشستر يونايتد ونادي شيفاز يو إس أي ونادي شمال كارولاينا ونادي تشورلي وكولورادو رابيدز يو-23 ‏ وRossendale United F.C. ‏.

## وصلات خارجية
- جون كونليف على موقع الدوري الأمريكي (الإنجليزية)
- جون كونليف على موقع قاعدة بيانات كرة القدم.إي يو (الإنجليزية)